# جولي كوكس
جولي كوكس (بالإنجليزية: Julie Cox)‏ هي ممثلة بريطانية، ولدت في 24 أبريل 1973 في المملكة المتحدة.

## وصلات خارجية
- جولي كوكس على موقع IMDb (الإنجليزية)
- جولي كوكس على موقع ألو سيني (الفرنسية)
- جولي كوكس على موقع ميوزك برينز (الإنجليزية)
- جولي كوكس على موقع أول موفي (الإنجليزية)
- جولي كوكس على موقع قاعدة بيانات الأفلام السويدية (السويدية)
- جولي كوكس على موقع قاعدة بيانات الفيلم (الإنجليزية)
- جولي كوكس على موقع كينوبويسك (الروسية)